# روبرت إلك
روبرت إلك (بالرومانية: Róbert Elek)‏ هو لاعب كرة قدم روماني في مركز الهجوم، ولد في 13 يونيو 1988 في Târgu Secuiesc ‏ في رومانيا. لعب مع بيهور أوراديا وداسيا يونييرا برايلا ونادي أوتسيلول غالاتسي ونادي بترولول بلويشتي ونادي بوتوشاني ونادي بوليتكنيكا ياش.

## وصلات خارجية
- روبرت إلك على موقع قاعدة بيانات كرة القدم.إي يو (الإنجليزية)
- روبرت إلك على موقع Soccerway.com (الإنجليزية)